# Heart, Mind and Soul
『Heart, Mind and Soul』（ハート マインド アンド ソウル）は、東方神起の日本での1枚目のオリジナル・アルバムである。2006年3月23日にrhythm zoneから発売された。

## 概要
2004年11月に来日し、翌年に日本でのメジャーデビューを果たした東方神起にとって日本で発売する初のオリジナル・アルバム。
[CD]・[CD+DVD]の2形態でリリースされた（詳細は後述を参照）。
本作のレコーディングは、2005年末から2006年初頭にかけて行なわれ、制作途中ではメンバー全員が風邪をひいてしまい、レコーディングがキャンセルとなってしまうなどのハプニングがあった。本作には日本でリリースされたシングル4作品や韓国で発売された楽曲の日本語バージョンなどが収録された。
アルバムは、2006年4月3日付のオリコン週間アルバムランキングで初登場25位を獲得した。
2006年5月13日から6月28日にかけて、日本における初のツアー『1st LIVE TOUR 2006 〜Heart, Mind and Soul〜』が行なわれた。

## 発売形態
CD
- 品番: RZCD - 45339
- 初回限定盤にのみボーナス・トラックとして「Stay With Me Tonight (アカペラver.)」「Somebody To Love (アカペラver.)」「My Destiny (アカペラver.)」「明日は来るから (ヴォーカル&ピアノver.)」の4曲を追加収録

CD+DVD
- 品番: RZCD - 45338/B
- DVDにシングル4曲と韓国で発表された「Rising Sun［Korea］」と「Tonight」の全6曲のミュージック・ビデオを収録

## 収録曲
※ プロデュース: 松尾潔 (M-01 - 05,08,09,12,13)

### ［CD］
| #         | タイトル                                                                 | 作詞                                   | 作曲            | 編曲                                  | 時間  |
| --------- | ------------------------------------------------------------------------ | -------------------------------------- | --------------- | ------------------------------------- | ----- |
| 1.        | 「Introlude」                                                            |                                        | 福山泰史        |                                       | 0:43  |
| 2.        | 「言葉はいらない」                                                       | 立田野純                               | 和田昌哉        | 和田昌哉                              | 4:35  |
| 3.        | 「明日は来るから」                                                       | 妹尾武 小山内舞                        | 妹尾武          | K-Muto                                | 5:12  |
| 4.        | 「Somebody To Love」                                                     | 澤本嘉光 小山内舞                      | 羽岡佳          | 今井大介                              | 4:52  |
| 5.        | 「My Destiny」                                                           | 小山内舞                               | 松浦晃久        | Maestro-T                             | 5:12  |
| 6.        | 「HUG」                                                                  | Kenn Kato                              | Park Chang Hyum | - 春川仁志 -                          | 4:07  |
| 7.        | 「Break up the shell」                                                   | Kenn Kato                              | h-wonder        | h-wonder                              | 3:54  |
| 8.        | 「Stay With Me Tonight」                                                 | 澤本嘉光 小山内舞                      | 羽岡佳          | Maestro-T                             | 4:42  |
| 9.        | 「愛せない 愛したい」                                                    | 立田野純                               | 豊島吉宏        | Maestro-T                             | 5:51  |
| 10.       | 「One」                                                                  | - kenzie - jam（日本語詞）             | kenzie          |                                       | 4:04  |
| 11.       | 「Rising Sun」                                                           | - Yoo Young Jin - m.c.A・T（日本語詞） | Yoo Young Jin   | Yoo Young Jin                         | 4:42  |
| 12.       | 「Eternal」                                                              | 園田凌士                               | 森元康介        | Jin Nakamura                          | 4:36  |
| 13.       | 「Heart, Mind and Soul」                                                 | 小山内舞 S.O.S.                        | S.O.S.          | S.O.S.                                | 5:11  |
| 14.       | 「Stay With Me Tonight (アカペラver.)」(初回限定盤ボーナス・トラック)    | 澤本嘉光 小山内舞                      | 羽岡佳          | Hideki Ninomiya（ボーカル・アレンジ） | 2:35  |
| 15.       | 「Somebody To Love (アカペラver.)」(初回限定盤ボーナス・トラック)        | 澤本嘉光 小山内舞                      | 羽岡佳          | Hideki Ninomiya（ボーカル・アレンジ） | 2:10  |
| 16.       | 「My Destiny (アカペラver.)」(初回限定盤ボーナス・トラック)              | 小山内舞                               | 松浦晃久        | Hideki Ninomiya（ボーカル・アレンジ） | 2:36  |
| 17.       | 「明日は来るから (ヴォーカル&ピアノver.)」(初回限定盤ボーナス・トラック) | 妹尾武 松尾潔                          | 妹尾武          | Hideki Ninomiya（ボーカル・アレンジ） | 2:39  |
| 合計時間: | 合計時間:                                                                | 合計時間:                              | 合計時間:       | 合計時間:                             | 67:41 |

### ［CD+DVD］
| #         | タイトル                 | 作詞                                   | 作曲            | 編曲          | 時間  |
| --------- | ------------------------ | -------------------------------------- | --------------- | ------------- | ----- |
| 1.        | 「Introlude」            |                                        | 福山泰史        |               | 0:43  |
| 2.        | 「言葉はいらない」       | 立田野純                               | 和田昌哉        | 和田昌哉      | 4:35  |
| 3.        | 「明日は来るから」       | 妹尾武 小山内舞                        | 妹尾武          | K-Muto        | 5:12  |
| 4.        | 「Somebody To Love」     | 澤本嘉光 小山内舞                      | 羽岡佳          | 今井大介      | 4:52  |
| 5.        | 「My Destiny」           | 小山内舞                               | 松浦晃久        | Maestro-T     | 5:12  |
| 6.        | 「HUG」                  | Kenn Kato                              | Park Chang Hyum | - 春川仁志 -  | 4:07  |
| 7.        | 「Break up the shell」   | Kenn Kato                              | h-wonder        | h-wonder      | 3:54  |
| 8.        | 「Stay With Me Tonight」 | 澤本嘉光 小山内舞                      | 羽岡佳          | Maestro-T     | 4:42  |
| 9.        | 「愛せない 愛したい」    | 立田野純                               | 豊島吉宏        | Maestro-T     | 5:51  |
| 10.       | 「One」                  | - kenzie - jam（日本語詞）             | kenzie          |               | 4:04  |
| 11.       | 「Rising Sun」           | - Yoo Young Jin - m.c.A・T（日本語詞） | Yoo Young Jin   | Yoo Young Jin | 4:42  |
| 12.       | 「Eternal」              | 園田凌士                               | 森元康介        | Jin Nakamura  | 4:36  |
| 13.       | 「Heart, Mind and Soul」 | 小山内舞 S.O.S.                        | S.O.S.          | S.O.S.        | 5:11  |
| 合計時間: | 合計時間:                | 合計時間:                              | 合計時間:       | 合計時間:     | 57:41 |

| #  | タイトル                             | 作詞 | 作曲・編曲 | 監督          |
| -- | ------------------------------------ | ---- | ---------- | ------------- |
| 1. | 「Stay With Me Tonight」(Video Clip) |      |            | 末田健        |
| 2. | 「Somebody To Love」(Video Clip)     |      |            | 末田健        |
| 3. | 「My Destiny」(Video Clip)           |      |            | 石井貴英      |
| 4. | 「明日は来るから」(Video Clip)       |      |            | 石井貴英      |
| 5. | 「Rising Sun [Korea]」(Video Clip)   |      |            | Chun Hyuk Jin |
| 6. | 「Tonight [Korea]」(Video Clip)      |      |            | Chun Hyuk Jin |

## 曲の解説
シングル収録曲の詳細については、各項目を参照。
1. Introlude
アルバム全体のインタールードの役割を持ったインストゥルメンタル。アルバム全体のレコーディングが終了したのちに加えられた[4]。
心臓の鼓動音と「Stay With Me Night」「My Destiny」「明日は来るから」「Somebody To Love」の一部分が流れ、ユンホによる掛け声が入った後、次曲に移る。
プログラミングは福山泰史が担当。
2. 言葉はいらない
2ndシングル『Somebody To Love』のカップリング曲。
3. 明日は来るから
4thシングル。
［CD］のみ形態に初回限定盤ボーナス・トラックとして収録されている「明日は来るから (ヴォーカル&ピアノver.)」は、4thシングルの［CD］のみ形態にも収録されている。
4. Somebody To Love
2ndシングル。
［CD］のみ形態に初回限定盤ボーナス・トラックとして収録されている「Somebody To Love (アカペラver.)」は、2ndシングルの［CD］のみ形態にも収録されている。
5. My Destiny
3rdシングル。
［CD］のみ形態に初回限定盤ボーナス・トラックとして収録されている「My Destiny (アカペラver.)」は、3rdシングルの［CD］のみ形態にも収録されている。
6. HUG
韓国デビュー曲の日本語バージョン。
7. Break up the shell
レコーディングは、3人と2人という編成でスタジオに入って行なわれており、チャンミンは「テンポが速くて難しかった」とコメントしている[4]。
8. Stay With Me Tonight
1stシングル、日本メジャーデビューシングル。
［CD］のみ形態には初回限定盤ボーナス・トラックとしてア・カペラバージョンが収録された。
9. 愛せない 愛したい
ジェジュンは、本作をお気に入りの曲として挙げており、「韓国でもこういう感じの曲調はないから、初めて歌う感じだった。ここまで切ない曲はこれまでにないかも。」とコメントしている[2]。
イントロに入っているセリフはユチョンが担当している[5]。
10. One
第2集『RISING SUN』の収録曲の日本語バージョン。
歌詞は韓国語バージョンと同じく、「恋を信じている男女の物語」という内容になっている。チャンミンは、サビ後半におけるユンホのパートをおすすめとしている[4]。
11. Rising Sun
第2集『RISING SUN』のタイトル曲の日本語バージョン。
後に「Heart, Mind and Soul」と共に5thシングル『Rising Sun/Heart, Mind and Soul』としてリカットされた。
本作のDVDには韓国語バージョンのミュージック・ビデオが収録されているが、日本語バージョンのミュージック・ビデオも制作されており、後に発売されたシングルのDVDに収録されている。
12. Eternal
3rdシングル『My Destiny』のカップリング曲。
13. Heart, Mind and Soul
タイトル曲で、本作のためにSkoop On Somebodyが書き下ろした楽曲。
チャンミンは「メロディと歌詞が綺麗で気に入ってる。ユンホからの歌い出しもイメージとマッチしていると思う。」とコメントしている[5]。
後に「Rising Sun」と共に5thシングル『Rising Sun/Heart, Mind and Soul』としてリカットされた。